# Flat Rocks
 (novembre 2010).
Si vous disposez d'ouvrages ou d'articles de référence ou si vous connaissez des sites web de qualité traitant du thème abordé ici, merci de compléter l'article en donnant les références utiles à sa vérifiabilité et en les liant à la section « Notes et références ».
Flat Rocks est un secteur de la commune d'Inverloch, à 160 km au Sud-est de Melbourne, dans l'État de Victoria en Australie.
C'est là que fut trouvé par William Ferguson, en 1903, le premier os de dinosaure australien, une clavicule datant d'il y a 120 Ma.
Il abrite le site paléontologique de Dinosaur dreaming où furent trouvés en 1991 les premiers mammifères australiens du crétacé par des chercheurs de l'Universié Monash.
Le site abrite des fossiles de dinosaures (notamment Qantassaurus intrepidus de la famille des Hypsilophodontidae), de tortues, d'oiseaux, de poissons.